# Arabia Petraea

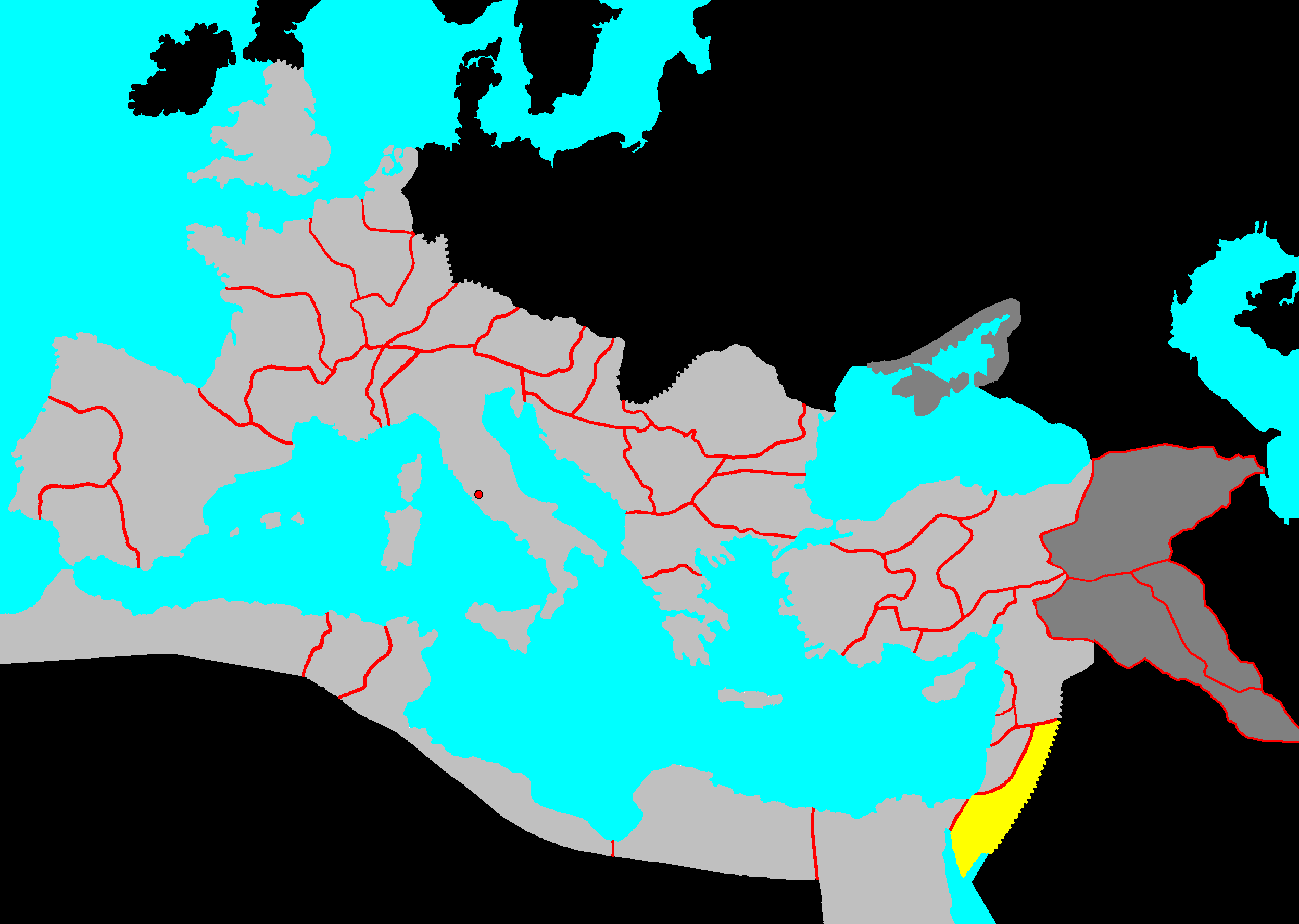
Provincia romană Arabia Petraea pe harta Imperiului Roman

Arabia Petraea („Arabia stâncoasă”, astăzi Wādi Mūsa, Valea lui Moise) este denumirea unei |provincii romane după ocuparea teritoriului nabateean și a orașului Petra de către romani în anul 106 d.C. , pe vremea împăratului Traian. Provincia cuprindea sudul actualului stat Siria, Iordania, Peninsula Sinai și nord-vestul Arabiei Saudite. Capitala provinciei s-a aflat la Petra și la Bostra (Siria).